# سورژیک

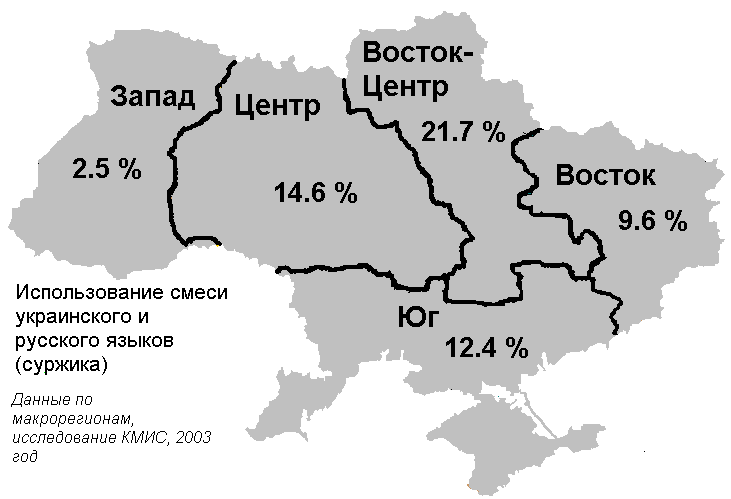
پراکندگی سورژیک در اوکراین در سال ۲۰۰۳.

سورژیک (اوکراینی: су́ржик) به دامنه‌ای از گویش‌های اجتماعی مختلط زبان‌های اوکراینی و روسی گفته می‌شود که در مناطق خاصی از اوکراین و پیرامون آن گفتگو می‌شوند. هیچ مجموعه‌ای از ویژگی‌های محتدکننده میان این گویش‌ها وجود ندارد. به گفته برخی از نویسندگان، این اصطلاح برای «هنجارشکنی، عدم اطاعت یا عدم آگاهی از قوانین زبان‌های معیار اوکراینی و روسی» استفاده می‌شود.
سورژیک یک واژه اوکراینی است که می‌تواند به هر زبان ترکیبی و نه لزوماً اوکراینی یا روسی اشاره کند. این واژه هنگامی که توسط غیراوکراینی‌زبانان اوکراین استفاده می‌شود، بیشتر برای اشاره به ترکیبی از زبان اوکراینی با زبانی دیگر، نه لزوماً روسی، استفاده می‌شود. هنگامی که این کلمه در روسیه استفاده می‌شود تقریباً همیشه به ترکیب زبان اوکراینی و روسی اشاره دارد.

## نمونه
| فارسی     | اوکراینی    | روسی        | سورژیک      |
| --------- | ----------- | ----------- | ----------- |
| لغو       | скасовувати | отменять    | відміняти   |
| درهم‌آمیزی | відміняти   | спрягать    | спрягати    |
| ملایم     | лагідний    | ласковый    | ласкавий    |
| مهربان    | ласкавий    | добродушный | добродушний |